# Korzenna (gromada)
Korzenna – dawna gromada, czyli najmniejsza jednostka podziału terytorialnego Polskiej Rzeczypospolitej Ludowej w latach 1954–1972.
Gromady, z gromadzkimi radami narodowymi (GRN) jako organami władzy najniższego stopnia na wsi, funkcjonowały od reformy reorganizującej administrację wiejską przeprowadzonej jesienią 1954 do momentu ich zniesienia z dniem 1 stycznia 1973, tym samym wypierając organizację gminną w latach 1954–1972.
Gromadę Korzenna z siedzibą GRN w Korzennej utworzono – jako jedną z 8759 gromad na obszarze Polski – w powiecie nowosądeckim w woj. krakowskim, na mocy uchwały nr 26/IV/54 WRN w Krakowie z dnia 6 października 1954. W skład jednostki weszły obszary dotychczasowych gromad Korzenna, Łyczana i Niecew ze zniesionej gminy Korzenna w tymże powiecie. Dla gromady ustalono 17 członków gromadzkiej rady narodowej.
30 czerwca 1960 do gromady Korzenna przyłączono obszary zniesionych gromad Jasienna i Wojnarowa.
Gromada przetrwała do końca 1972 roku, czyli do kolejnej reformy gminnej. Z dniem 1 stycznia 1973 roku reaktywowano gminę Korzenna.